# Machilus rimosa
Machilus rimosa är en lagerväxtart som beskrevs av Carl Ludwig von Blume. Machilus rimosa ingår i släktet Machilus och familjen lagerväxter. Inga underarter finns listade i Catalogue of Life.